# Syzygium armstrongii
Syzygium armstrongii là một loài thực vật có hoa trong Họ Đào kim nương. Loài này được (Benth.) B.Hyland miêu tả khoa học đầu tiên năm 1983.